# 施百偉
施百偉（英語：Bertrand de Speville，1941年6月16日—2020年3月29日），英國反貪污顧問、前香港廉政專員。

## 簡歷
生於南非德班，後成長於英屬南羅得西亞。1981年加入香港政府，歷任副首席檢察官、首席檢察官。1991至1993年任法律政策專員。1993至1996年擔任總督特派廉政專員。1993年11月，施百偉突然解僱徐家傑，造成立法局首次引用權力及特權法，調查徐家傑事件。施百偉於1996年卸任離開香港，在英國創辦反貪污顧問公司。
2012年，獲菲律賓顧氏和平獎。